# Mollinedia salicifolia
Mollinedia salicifolia é uma espécie de  planta do grupo Mollinedia, da família Monimiaceae.

## Taxonomia
A espécie foi decrita em 1900 por Janet Russell Perkins. A localidade tipo é em Nova Friburgo, Rio de Janeiro.
Os seguintes sinônimos já foram catalogados:
- Mollinedia salicifolia campanulacea  Perkins
- Mollinedia salicifolia denticulata  Perkins

Possui afinidade morfológica com Mollinedia pachysandra Perkins pelos tricomas curtos e acinzentados na face abaxial das folhas e receptáculo das flores estaminadas cupuliforme. Essas espécies necessitam de estudo mais aprofundado para que seja possível concluir se realmente se trata ou não da mesma entidade.
Mollinedia salicifolia se diferencia das demais espécies de Monimiaceae pelas folhas coriáceas, discolores, face abaxial mais clara, devido a pubescência densa e alva e quando secas se tornam acinzentadas; os ramos frescos apresentam manchas enegrecidas e quando secos, se tornam totalmente enegrecidos. Os espécimes do Espírito Santo se diferenciam daqueles da localidade tipo (Nova Friburgo, Rio de Janeiro) pelas folhas de maior tamanho, elíticas; as folhas dos espécimes da localidade tipo são de menor tamanho e ovadas a oblongas.

## Forma de vida
É uma espécie terrícola e arbórea. As árvores atingem até 14 metros de altura.

## Conservação
A espécie faz parte da Lista Vermelha das espécies ameaçadas do estado do Espírito Santo, no sudeste do Brasil.

## Distribuição
A espécie é endêmica do Brasil e encontrada nos estados brasileiros de Espírito Santo e Rio de Janeiro.
A espécie é encontrada no domínio fitogeográfico de Mata Atlântica, em regiões com vegetação de floresta ombrófila pluvial.
No Espírito Santo foi encontrada apenas no cume de encostas, em Floresta Ombrófila Densa montana nos municípios de Santa Maria de Jetibá e Santa Teresa. Tem ocorrência registrada em duas unidades de conservação: Reserva Biológica Augusto Ruschi (Nova Lombardia) e Estação Biológica de Santa Lúcia, ambas em Santa Teresa.
Foi assinalada na Flora de São Paulo, no entanto, apesar de o espécime citado apresentar características vegetativas que poderiam permitir a inclusão deste em M. salicifolia (como formato e pilosidade das folhas), o fruto, que apresenta caracteres constante na espécie, não corresponde ao da espécie.